# Alemania en los Juegos Olímpicos de Helsinki 1952
Alemania estuvo representada en los Juegos Olímpicos de Helsinki 1952 por un total de 205 deportistas que compitieron en 18 deportes.  
El portador de la bandera en la ceremonia de apertura fue el atleta Friedel Schirmer.

## Medallistas
El equipo olímpico alemán obtuvo las siguientes medallas:
| Nombre                                                                     | Deporte            | Competición                |
| -------------------------------------------------------------------------- | ------------------ | -------------------------- |
| Oro                                                                        |                    |                            |
| —                                                                          |                    |                            |
| Plata                                                                      |                    |                            |
| Karl Storch                                                                | Atletismo          | Martillo M                 |
| Marianne Werner                                                            | Atletismo          | Peso F                     |
| Helga Klein Ursula Knab Marga Petersen Maria Sander                        | Atletismo          | 4 × 100 m F                |
| Edgar Basel                                                                | Boxeo              | Mosca (51 kg) M            |
| Alfred Schwarzmann                                                         | Gimnasia artística | Barra fija M               |
| Wilhelm Büsing (Hubertus) Klaus Wagner (Dachs) Otto Rothe (Trux von Kamax) | Hípica             | Concurso completo por eqs. |
| Heinz Manchen Helmut Heinhold Helmut Noll                                  | Remo               | Dos con timonel (M2+) M    |
| Bronce                                                                     |                    |                            |
| Heinz Ulzheimer                                                            | Atletismo          | 800 m M                    |
| Werner Lueg                                                                | Atletismo          | 1500 m M                   |
| Herbert Schade                                                             | Atletismo          | 5000 m M                   |
| Günter Steines Hans Geister Heinz Ulzheimer Karl-Friedrich Haas            | Atletismo          | 4 × 400 m M                |
| Maria Sander                                                               | Atletismo          | 80 m vallas F              |
| Günther Heidemann                                                          | Boxeo              | Welter (67 kg) M           |
| Werner Potzernheim                                                         | Ciclismo en pista  | Velocidad ind. M           |
| Edi Ziegler                                                                | Ciclismo en ruta   | Ruta M                     |
| Heinz Pollay (Adular) Ida von Nagel (Afrika) Fritz Thiedemann (Chronist)   | Hípica             | Doma por equipos           |
| Fritz Thiedemann (Meteor)                                                  | Hípica             | Salto ind.                 |
| Wilhelm Büsing (Hubertus)                                                  | Hípica             | Concurso completo ind.     |
| Herbert Klein                                                              | Natación           | 200 m braza M              |
| Egon Drews Wilfried Soltau                                                 | Piragüismo         | C2 1000 m M                |
| Egon Drews Wilfried Soltau                                                 | Piragüismo         | C2 10 000 m M              |
| Michael Scheuer                                                            | Piragüismo         | K1 10 000 M                |
| Günther Haase                                                              | Saltos             | Plataforma 10 m M          |
| Theodor Thomsen Erich Natusch Georg Nowka                                  | Vela               | Dragon M                   |